# Agrostis glomerata
Agrostis glomerata é uma espécie de gramínea do gênero Agrostis, pertencente à família Poaceae.